# Torneig Roberto Gomes Pedrosa
El Torneig Roberto Gomes Pedrosa, també conegut com a Taça de Prata o Robertão va ser una competició futbolística brasilera disputada entre 1967 i 1970, predecessora de l'actual campionat brasiler de futbol.

## Història
En un inici, es donà el nom de Roberto Gomes Pedrosa al torneig Rio-São Paulo, però a partir de 1967 també hi participaren equips d'altres estats com Minas Gerais, Rio Grande do Sul, Paraná i Bahia, creant-se aquesta nova competició i desapareixent la primera. La competició proporcionà un representant per a la Copa Libertadores els dos primers anys (el segon participant provenia de la Taça Brasil) i dos els dos darrers anys de competició.

## Campions
Font:
- 1967:  SE Palmeiras
- 1968:  Santos FC
- 1969:  SE Palmeiras
- 1970:  Fluminense